# Nikola Blažičko
Nikola Blažičko (Rijeka, 13. rujna 1977.), hrvatski rukometaš. Igra na poziciji vratara, a trenutačno je član njemačkog TuS Nettelstedt-Lübbeckea. Za Hrvatsku je igrao na SP-u 2005. u Tunisu, EP-u u Švicarskoj 2006. godine.

## Priznanja

### Klupska
RK Zamet 
- Hrvatsko kadetsko prvenstvo (treći)(1) : 1994.
- Prva B HRL(1) : 1995./96.
- Prva HRL (treći) : 1997./98., 1998./99.

RK Zagreb 
- Prva HRL(2) : 2004./05., 2005./06.
- Hrvatski rukometni kup(2): 2005., 2006.
- Kup pobjednika kupova(1) : 2005.

Paris HB 
- Kup(1) : 2007.

### Reprezentativna
Hrvatska 
- Tunis 2005. - srebro
- Almería 2005. - srebro

## Vanjske poveznice
- EHF